# Estación de Marina
Marina es una estación donde enlazan la línea 1 del Metro de Barcelona y de la línea T5 y T6 del Trambesòs que está situada entre los distritos del Ensanche y San Martín de Barcelona.

## Historia
La estación del metro se inauguró en 1933 con el nombre de Marina como parte del Ferrocarril Metropolitano Transversal y está situada debajo de lo que había sido una playa de vías de la antigua Estación del Norte. Posteriormente en 1982 con la reorganización de los números de líneas y cambios de nombre de estaciones pasó a ser una estación de la línea 1.
Finalmente el 14 de julio de 2004 se abrió en la superficie la estación del Trambesòs que se encuentra en la avenida Meridiana, con la prolongación de la T4 de Glòries a Ciutadella | Vila Olímpica.

## Líneas y conexiones
| << cabecera                 | < estación        | línea                  | estación >                  | cabecera >> |
| --------------------------- | ----------------- | ---------------------- | --------------------------- | ----------- |
| Metro                       |                   |                        |                             |             |
| Hospital de Bellvitge       | Arco de Triunfo   |                        | Glòries                     | Fondo       |
| Trambesòs                   |                   |                        |                             |             |
| Ciutadella \| Vila Olímpica | Wellington \| UPF |                        | Auditori \| Teatre Nacional | Gorg        |
| Ciutadella \| Vila Olímpica | Wellington \| UPF | Estación de San Adrián | Auditori \| Teatre Nacional |             |

## Accesos del metro
- Calle Marina - Calle Almogàvers
- Avenida Meridiana